# Robert Renfroe
Robert Cleveland Renfroe (* 17. März 1969 in Leoben) ist ein ehemaliger US-amerikanisch-österreichischer Basketballspieler.

## Laufbahn
Renfroe spielte Basketball an der Georgia Southwestern State University in der US-Collegeliga NAIA, ehe er in der Saison 1993/94 als Profi bei den Basket Flyers in Wien spielte. Im Spieljahr stand der 2,10 Meter große Innenspieler beim UBC St. Pölten ebenfalls in der Bundesliga unter Vertrag.
In der Saison 1996/97 stand Renfroe erst beim belgischen Verein Pepinster, dann beim deutschen Bundesligisten TVG Trier unter Vertrag. Im Folgespieljahr stand er in Diensten eines weiteren deutschen Erstliga-Vereins, dem USC Freiburg.
In der Saison 1998/99 lief er abermals für Trier auf, 1999/2000 spielte Renfroe in Griechenland (Larisa) und Island (Snaefell). Die erste Saisonhälfte 2000/2001 bestritt er im Hemd des BK Klosterneuburg und wechselte im Februar 2001 zum spanischen Zweitligisten Teneriffa.
Die letzten beiden Jahre seiner Laufbahn als Berufsbasketballspieler bestritt Renfroe in Griechenland: 2001/2002 bei Aris Thessaloniki in der ersten Liga, 2002/03 bei Dafni Athen in der zweiten Liga.

### Nationalmannschaft
Renfroe war österreichischer Teamspieler und vertrat die Farben Österreichs unter anderem in der EM-Qualifikation.